# جورج دافي
جورج دافي (بالفرنسية: Georges Davy)‏ هو عالم اجتماع فرنسي، ولد في 31 ديسمبر 1883 في بيرناي في فرنسا، وتوفي في 27 يوليو 1976 في كوتانس في فرنسا.